# Čirkin Polje
Čirkin Polje (en serbe cyrillique : Чиркин Поље) est une localité de Bosnie-Herzégovine. Elle est située sur le territoire de la ville de Prijedor et dans la république serbe de Bosnie. Selon les premiers résultats du recensement bosnien de 2013, elle compte 2 698 habitants.

## Géographie
La localité est située à l'est de Prijedor ; son territoire est bordé à l'est par les rivières Gradinjača et Miloševac, qui confluent à sa hauteur ; le lac de Saničani est situé au sud de la localité.

## Démographie

### Évolution historique de la population dans la localité
| 1948 | 1953 | 1961 | 1971  | 1981  | 1991  | 2013  |
| ---- | ---- | ---- | ----- | ----- | ----- | ----- |
| -    | -    | 687  | 1 002 | 1 463 | 1 996 | 2 698 |

|  |

### Communauté locale
En 1991, la communauté locale de Čirkin Polje comptait 3 341 habitants, répartis de la manière suivante :